# Racerkører
Racerkører kaldes de mennesker, der konkurrerer indenfor motorsport, hvilket omfatter deltagere i konkurrencer med bil, motorcykel eller båd. Bil- og motorcykelracing finder sted på asfalterede baner eller afspærrede gader i byer.
Af en racerkører kræves ikke blot talent, det at kunne føre et køretøj, men også en masse styrke. Moderne racerbiler, især Formel 1-biler, er meget hurtige, og i for eksempel sving, skal føreren være i stand til at håndtere alle de ekstreme kræfter, der genereres ved hårde opbremsninger, og når man drejer, som kaldes for g-krafter. Disse kan sammenlignes med, hvordan en person føler sig i en rutschebane, men er meget større og stærkere.
Racerkørere arbejder ikke alene, men er en del af et team, som består af bl.a. mekanikere, tekniske direktører, ingeniører og meget mere (i større teams). Disse bistås af computere, som kan vise alle tekniske data, når kørerne er ude på banen, og kan derfor justere indstillingerne på bilen, for at få det til at passe så godt som muligt for den pågældende kører på banen.